# Zeegbos
Het Zeegbos, voorheen bekend als Stuitbos, is een loofbosgebied in de Nederlandse gemeentes Lingewaard en Arnhem, het wordt beheerd door Recreatiemaatschappij Rivierengebied. Het gebied beslaat een oppervlakte van 80 hectare en is geplant in de jaren 2000 als barrière tegen de aan elkaar groeiende steden Arnhem en Huissen. Het bos ligt tussen de Arnhemse wijk Rijkerswoerd en de Huissense wijk Loovelden en grenst aan het landschapspark Park Lingezegen.

## Recreatie
Het bos biedt grazige open plekken die geschikt zijn als speelveldjes. Het is doorsneden met geasfalteerde fiets- en wandelpaden en maakt deel uit van het fietsroutenetwerk.